# Allomyella albipennis
Allomyella albipennis är en tvåvingeart som först beskrevs av Zetterstedt 1838.  Allomyella albipennis ingår i släktet Allomyella och familjen kolvflugor. Arten är reproducerande i Sverige. Inga underarter finns listade i Catalogue of Life.